# Stenandrium
Stenandrium biljni rod iz porodice Acanthaceae. Postoji 50 vrsta rasprostranjenih od južnog SAD–a preko Srednje Amerike na jug do Čilea i Argentine , te na Antilima
Rod je opisan u Nat. Syst. Bot. (ed. 2)  444. 1836. Tipična vrsta je Stenandrium mandioccanum Nees. Dvije vrste su ugrožene, S. carolinae i S. villarroelii  

## Vrste
1. Stenandrium acuminatum Urb.
2. Stenandrium affine S.Moore
3. Stenandrium andrei (Leonard) Wassh.
4. Stenandrium arnoldii H.Dietr.
5. Stenandrium barbatum Torr. & A.Gray
6. Stenandrium bracteosum (Britton & Millsp.) Britton ex Leonard
7. Stenandrium carolinae Leonard & Proctor
8. Stenandrium chameranthemoideum Oerst.
9. Stenandrium corymbosum Nees
10. Stenandrium crenatum Urb.
11. Stenandrium diamantinense Zanatta & Kameyama
12. Stenandrium diphyllum Nees
13. Stenandrium droseroides Nees
14. Stenandrium dulce (Cav.) Nees
15. Stenandrium ekmanii Urb.
16. Stenandrium elegans Nees
17. Stenandrium eustachyum Zanatta & Proença
18. Stenandrium fosbergii (Leonard) Wassh.
19. Stenandrium goiasense Wassh.
20. Stenandrium harlingii Wassh.
21. Stenandrium hatschbachii Wassh.
22. Stenandrium heterotrichum Borhidi
23. Stenandrium hirsutum Nees
24. Stenandrium humboldtianum Nees
25. Stenandrium irwinii Wassh.
26. Stenandrium lyonii J.R.Johnst.
27. Stenandrium manchonense T.F.Daniel
28. Stenandrium mandioccanum Nees
29. Stenandrium nanum (Standl.) T.F.Daniel
30. Stenandrium nephoica (Wassh.) Wassh.
31. Stenandrium ovatum Urb.
32. Stenandrium pallidum H.Dietr.
33. Stenandrium pedunculatum (Donn.Sm.) Leonard
34. Stenandrium pilosulum (S.F.Blake) T.F.Daniel
35. Stenandrium pinetorum (Britton & P.Wilson) Alain
36. Stenandrium pohlii Nees
37. Stenandrium praecox S.Moore
38. Stenandrium radicosum Nees
39. Stenandrium riedelianum Nees
40. Stenandrium scabrosum (Sw.) Nees
41. Stenandrium serpens Nees
42. Stenandrium stenophyllum Kameyama
43. Stenandrium subcordatum Standl.
44. Stenandrium tenellum Nees
45. Stenandrium tuberosum (L.) Urb.
46. Stenandrium undulatum Urb. & Ekman
47. Stenandrium verticillatum Brandegee
48. Stenandrium villarroelii J.R.I.Wood
49. Stenandrium villosum Nees
50. Stenandrium wrightii Lindau

## Sinonimi
- Caldenbachia Pohl ex Nees; Prodr. [A. DC.] 11: 281 (1847)
- Gerardia L.; Sp. Pl.: 610 (1753), nom. rej.